# Hyaku: One Hundred Dreams
Hyaku: One Hundred Dreams ist ein Jazzalbum von Satoko Fujii. Die am 20. September 2022 im DiMenna Center for Classical Music in New York City entstandenen Aufnahmen erschienen am 9. Dezember 2022 auf Libra Records.

## Hintergrund
Hyaku: One Hundred Dreams ist das hundertste Album der Pianistin Satoko Fujii als Bandleaderin. Zu diesem Anlass stellte sie eine besondere Band zusammen, zu der Ingrid Laubrock (Tenorsaxophon), Sara Schoenbeck (Fagott), Wadada Leo Smith und Natsuki Tamura (Trompete), Ikue Mori (Elektronik), Brandon Lopez (Bass) sowie Tom Rainey und Chris Corsano am Schlagzeug gehörten. Mit den meisten dieser Musiker hatte sie zuvor schon einmal zusammengearbeitet. Die Produktion des Albums wurde durch die Unterstützung der Robert D. Bielecki Foundation ermöglicht.

## Titelliste
- Satoko Fujii: Hyaku: One Hundred Dreams (Libra Records)

1. One Hundred Dreams, Part One 15:47
2. One Hundred Dreams, Part Two 10:01
3. One Hundred Dreams, Part Three 10:48
4. One Hundred Dreams, Part Four 11:26
5. One Hundred Dreams, Part Five 10:04

Die Kompositionen stammen von Satoko Fujii.

## Rezeption
Die Entschlossenheit der Pianistin/Komponistin Satoko Fujii, [Neues] zu kreieren sei erstaunlich und weitreichend, schrieb Steve Feeney in The Arts Fuse – ihre 100 Alben als Leaderin bewiesen es. Die Vielfalt der schimmernden Soli, sprudelnden Zwischenspiele und ausdrucksstarken Ausbrüche auf dieser Veröffentlichung wird Fujii-Fans vertraut sein. Aber in dieser neu komponierten, fünfteiligen Suite sei das Bemühen um Einheit ungewöhnlich: Die Dinge würden sich göttlich zusammenfügen. Als einzigen Einwand bringt der Autor vor, dass es nicht genug Klavierspiel vonseiten der Bandleaderin zu hören gebe; dennoch sei dies ein beeindruckendes Album.